# Andreas Aurelius
Andreas Ingevaldi Aurelius, född 1665 i Kaga församling, Östergötlands län, död 21 maj 1740 i Östra Tollstads församling, Östergötlands län, var en svensk präst i Östra Tollstads församling.

## Biografi
Andreas Aurelius föddes 1665 i Alguvi (Gullberga) i Kaga församling. Han blev 1688 student vid Uppsala universitet och prästvigdes 1699. Aurelius blev pastorsadjunkt i Tåby församling och 1701 komminister i Nykils församling. År 1718 blev han hospitalspredikant i Linköping och 1730 kyrkoherde i Östra Tollstads församling. Han avled 21 maj 1740 i Östra Tollstads församling.

### Familj
Aurelius gifte sig med Catharina Hjelmberg. De fick tillsammans barnen stadsbokhållaren Petrus Aurell i Linköping, ryttmästaren Andreas Aurell och en dotter som gifte sig med bokbindaren Hirschfelt i Linköping.